# Amsterdam International Community School
De Amsterdam International Community School (AICS), is een school in Amsterdam. Ze biedt zowel basisonderwijs (Primary education) als middelbaar onderwijs (Secondary education) met de mogelijkheid om het IB-diploma te behalen. De school is volledig Engelstalig.
Naast het zich ontwikkelende aanbod van tweetalig onderwijs in de regio is het de derde in Amsterdam / Amstelveen opgerichte internationale school. 
De Amsterdam International Community School is opgericht in 2003. Ze was van 2007 tot en met 2021 gevestigd in de Prinses Irenestraat in Amsterdam-Zuid en daarna aan de Arent Janszoon Ernststraat in Buitenveldert. 

## Esprit scholengroep
De school is onderdeel van de Esprit Scholengroep.